# Coppa Caivano
La Coppa Caivano és una competició ciclista d'un dia que es disputa als voltants de Caivano (província de Nàpols).
La primera edició data del 1910 i era reservada a ciclistes independents. Cap als anys vint la cursa va guanyar en importància i es va incloure entre les proves del campionat italià.
Després, gradualment va perdre importància i va ser reservat per als aficionats de la primera i segona categoria. El 2015 es va disputar la 80a edició. A partir de 2016 la cursa fou canviada a una cursa femenina.

## Palmarès
| - 1910: G. Gargiulo - 1911: G. Panebianco - 1912: E. Ascione - 1913: E. Ciacco - 1914: Giacchino Tatta - 1915: A. Tipaldi - 1920: Ferdinando Di Gennaro - 1921: Angiolo Marchi - 1922: Ugo Ruggeri - 1923: Nello Ciaccheri - 1924: Guido Messeri - 1925: Ezio Cortesia - 1926: Alberto Temponi - 1927: Mario Lusiani - 1928: Lorenzo Leoni - 1929: Giovanni Averardi - 1930: Learco Guerra - 1931: Attilio Morbiato - 1932: Alessandro Luchetti - 1933: Pasquale Carbone - 1934: Glauco Servadei - 1935: Pietro Chiappini - 1936: Alessandro Luchetti - 1939: Antonio Buriani - 1946: Antonio D'Amore - 1947: Carmine Montuori - 1948: Danilo Barozzi - 1949: Adolfo Grosso - 1950: Arrigo Padovan | - 1951: Attilio Borrello - 1952: Luciano Ciancola - 1953: Salvatore Tarantino - 1954: Tito Bianchi - 1955: Ercole Boccalero - 1956: Michele Tufano - 1957: Nedo Fagni - 1958: Remo Tamagni - 1959: R. Susta - 1960: T. Carbella - 1961: A. Loffredo - 1962: V. Caccato - 1977: Maurizio Rossi - 1978: Renato Pastore - 1979: Antonio Ciarrocca - 1980: Mauro Longo - 1981: C. Colla - 1982: Luigi Ferrari - 1983: Marco Del Pup - 1984: Francesco Pica - 1985: Eros Poli - 1986: Enrico Pezzetti - 1987: Antonio Mazzon - 1988: Tonino Vittigli - 1989: Tonino Vittigli - 1990: Maurizio Molinari - 1991: Alberto Destro - 1992: Aleksandr Gontchenkov - 1993: Michele Bedin | - 1994: Ermanno Tonoli - 1995: Biagio Conte - 1996: Giuliano Figueras - 1997: Flavio Farneti - 1998: Fabio Trinci - 1999: Simone Cadamuro - 2000: Cesare Di Cintio - 2001: Armands Baranovskis - 2002: Pasquale Muto - 2003: Mariusz Wiesiak - 2004: Lorenzo Sarnataro - 2005: Luca Fioretti - 2006: Bernardo Riccio - 2007: Bernardo Riccio - 2008: Samuele Marzoli - 2009: Filippo Baggio - 2010: Gianpolo Biolo - 2011: Nicholas Francesconi - 2012: Domenico Saldamarco - 2013: Giuseppe Sannino - 2014: Giovanni Iannelli - 2015: Alessandro Susco |

| Any  | Vencedora         | Segona           | Tercera         |
| ---- | ----------------- | ---------------- | --------------- |
| 2016 | Marta Bastianelli | Anna Stricker    | Anna Trevisi    |
| 2017 | Claudia Cretti    | Michela Balducci | Chiara Consonni |
| 2018 | Martina Alzini    | Martina Fidanza  | Laura Asencio   |
| 2019 | Martina Fidanza   | Laura Tomasi     | Silvia Persico  |